# 5935 Ostankino
Az 5935 Ostankino (ideiglenes jelöléssel 1977 EF1) a Naprendszer kisbolygóövében található aszteroida. Nyikolaj Sztyepanovics Csernih fedezte fel 1977. március 13-án.